# Huancabamba (provincie)
Huancabamba is een provincie in de regio Piura in Peru. De provincie heeft een oppervlakte van 4.254 km² en heeft 126.683 inwoners (2015). De hoofdplaats van de provincie is het district Huancabamba.
De provincie grenst in het noorden aan Ecuador, in het oosten aan de regio Cajamarca, in het zuiden aan de regio Lambayeque en in het westen aan de provincie Ayabaca.

## Bestuurlijke indeling
De provincie Huancabamba is onderverdeeld in acht districten, UBIGEO tussen haakjes:
- (200302) Canchaque
- (200303) El Carmen de la Frontera
- (200301) Huancabamba, hoofdplaats van de provincie
- (200304) Huarmaca
- (200305) Lalaquiz
- (200306) San Miguel de El Faique
- (200307) Sondor
- (200308) Sondorillo

Ayabaca · Huancabamba · Morropón · Paita · Piura · Sechura · Sullana · Talara